# Mårten Segercrantz
Mårten Anders Segercrantz (* 29. November 1941 in Helsinki; † 15. Oktober 2018) war ein finnischer Badmintonspieler und Zahnarzt.

## Karriere
Mårten Segercrantz siegte 1963 erstmals bei den nationalen Titelkämpfen in Finnland, wobei er sowohl im Herrendoppel als auch im Mixed erfolgreich war. 14 weitere Titelgewinne folgten bis 1975. Insgesamt war er neunmal im Doppel, zweimal im Einzel und fünfmal im Mixed erfolgreich.

## Sportliche Erfolge
| Saison | Veranstaltung                                | Disziplin    | Platz | Name                                      |
| ------ | -------------------------------------------- | ------------ | ----- | ----------------------------------------- |
| 1957   | Finnland: Einzelmeisterschaften der Junioren | Herreneinzel | 1     | Mårten Segercrantz                        |
| 1958   | Finnland: Einzelmeisterschaften der Junioren | Herreneinzel | 1     | Mårten Segercrantz                        |
| 1959   | Finnland: Einzelmeisterschaften der Junioren | Herreneinzel | 1     | Mårten Segercrantz                        |
| 1963   | Finnland: Einzelmeisterschaften              | Mixed        | 1     | Mårten Segercrantz / Lisbeth Baumgartner  |
| 1963   | Finnland: Einzelmeisterschaften              | Herrendoppel | 1     | Bengt Söderberg / Mårten Segercrantz      |
| 1964   | Finnland: Einzelmeisterschaften              | Herrendoppel | 1     | Bengt Söderberg / Mårten Segercrantz      |
| 1964   | Finnland: Einzelmeisterschaften              | Mixed        | 1     | Mårten Segercrantz / Ann-Louise von Essen |
| 1965   | Finnland: Einzelmeisterschaften              | Herrendoppel | 1     | Bengt Söderberg / Marten Segercrantz      |
| 1965   | Finnland: Einzelmeisterschaften              | Mixed        | 1     | Mårten Segercrantz / Lisbeth Baumgartner  |
| 1966   | Finnland: Einzelmeisterschaften              | Herrendoppel | 1     | Eero Loikko / Mårten Segercrantz          |
| 1966   | Finnland: Einzelmeisterschaften              | Mixed        | 1     | Mårten Segercrantz / Ann-Louise von Essen |
| 1967   | Finnland: Einzelmeisterschaften              | Herrendoppel | 1     | Bengt Söderberg / Mårten Segercrantz      |
| 1967   | Finnland: Einzelmeisterschaften              | Herreneinzel | 1     | Mårten Segercrantz                        |
| 1968   | Finnland: Einzelmeisterschaften              | Herrendoppel | 1     | Bengt Söderberg / Mårten Segercrantz      |
| 1969   | Finnland: Einzelmeisterschaften              | Herreneinzel | 1     | Mårten Segercrantz                        |
| 1969   | Finnland: Einzelmeisterschaften              | Herrendoppel | 1     | Bengt Söderberg / Mårten Segercrantz      |
| 1970   | Finnland: Einzelmeisterschaften              | Mixed        | 1     | Mårten Segercrantz / Sylvi Jormanainen    |
| 1974   | Finnland: Einzelmeisterschaften              | Herrendoppel | 1     | Eero Läikkö / Mårten Segercrantz          |
| 1975   | Finnland: Einzelmeisterschaften              | Herrendoppel | 1     | Jouko Degerth / Mårten Segercrantz        |